# Терн
Терн — річка в Україні, у межах Конотопського та Роменського районів Сумської області. Права притока Сули (басейн Дніпра).

## Опис
Довжина 76 км, площа водозбірного басейну 885 км². Похил річки 0,37 м/км. Долина завширшки 2 км, завглибшки до 15 м. Заплава двостороння, слабовиражена, завширшки до 600 м. Річище слабозвивисте, завширшки до 5 м. Основне живлення — снігове та дощове. Стік зарегульований ставками. Використовується на технічне водопостачання, рибництво. Проводиться осушувальна меліорація.
Терн бере початок між с-щем Дубов'язівка і селом Рокитне. Тече переважно на південний схід, місцями на схід (у верхній течії) або на південь (у нижній течії). Впадає до Сули біля південно-східної околиці села Великі Будки.
Основні притоки: Сухий Ромен, Жучиха, Біж (права); Куриця, Бобрик (ліві). 
Терн протікає через с-ще Терни.